# Silnice 264 (Izrael)
Silnice 264 (hebrejsky כביש 264‎, Kviš 264) je regionální silnice, která spojuje silnici 25 na křižovatce ha-Nasi se silnicí 293 na křižovatce Kama. Její délka je 14,5 km.
Silnice tvořila jižní část nové silnice do Beer Ševy, která byla vyasfaltována mezi červencem 1949 a červencem 1951, a spojovala křižovatku Mal'achi se silnicí 25, která vedla do Beer Ševy. V té době byla silnice součástí hlavní silnice do Beer Ševy.

## Trasa silnice
| Kilometr                      | Název                      | Značení | Lokalita        | Křížení                 |  |
| ----------------------------- | -------------------------- | ------- | --------------- | ----------------------- |  |
| Silnice 264 (z jihu na sever) |                            |         |                 |                         |  |
| 0                             | křižovatka ha-Nasi         |         | Ešel ha-Nasi    | silnice 25, silnice 310 |  |
| 5                             | křižovatka Mišmar ha-Negev |         | Mišmar ha-Negev |                         |  |
| 6,5                           | křižovatka Rahat Darom     |         | Rahat           | ulice Jicchaka Rabina   |  |
| 10,5                          | křižovatka Šoval           |         | Šoval, Rahat    |                         |  |
| 14,5                          | křižovatka Kama            |         | Bejt Kama       | silnice 293             |  |